# Tereșpil, Hmilnîk
Tereșpil (în ucraineană Терешпіль) este localitatea de reședință a comunei Tereșpil din raionul Hmilnîk, regiunea Vinnița, Ucraina.

## Demografie
Componența lingvistică a localității Tereșpil
     Ucraineană (99,12%)
     Alte limbi (0,88%)
Conform recensământului din 2001, majoritatea populației localității Tereșpil era vorbitoare de ucraineană (99,12%), existând în minoritate și vorbitori de alte limbi.